# Affaire Luk Delft
Pour un article plus général, voir Abus sexuels dans la congrégation des Salésiens.
L'affaire Luk Delft est une affaire judiciaire de mœurs mettant en cause le prêtre belge Luk Delft. Ce dernier, condamné en 2012 pour avoir abusé d’enfants dans un internat à Gand en Belgique, est déplacé, par sa congrégation des Salésiens, en République centrafricaine. Le média CNN révèle qu'il y fait de nouvelles victimes. Après la médiatisation de ces agressions, il retourne en Belgique. En 2022, il est de nouveau jugé à Louvain, notamment pour avoir abusé d'enfants en Belgique, il est condamné, en juin 2023 à 30 mois de prison, dont 20 mois avec sursis.

## Historique
Luk Delft est un prêtre belge, membre des Salésiens de Don Bosco, une communauté qui se consacre à l'éducation et l'aide envers la jeunesse. En 2001, Luk Delft agresse sexuellement au moins deux garçons, âgés de 12 et 13 ans, dans les dortoirs d'une école Salésienne à Saint-Denis-Westrem, à Gand. En 2012, il est condamné à 18 mois de prison avec sursis et obligation de suivre un traitement psychologique, pour agression sexuelle sur mineurs et détention de pédopornographie.
En 2013, Luk Delft est déplacé en Centrafrique, dans le cadre d’un accord intra-congrégation entre le supérieur provincial des Salésiens de Belgique et Albert Vanbuel, évêque de Kaga Bandoro et lui aussi membre des Salésiens de Don Bosco Il travaille pendant deux ans à Kaga Bandoro. Puis en 2015, il est désigné comme secrétaire nationale de l’ONG Caritas Internationalis en République centrafricaine. Alors qu'il est en contact avec des enfants, les responsables salésiens de Belgique n'ont pas mis en garde les autorités religieuses de Centrafrique. En 2019, Luk Delft est accusé d'agressions sexuelles à Bangui dans le cadre d'une enquête de CNN. Luke Delft retourne alors en Belgique ,,.
À la suite de cette affaire, une baisse des dons pour Caritas Centrafrique affecte plus de 2 millions de personnes et 600 emplois de l'association catholique sont supprimés. Aussi, le cardinal Dieudonné Nzapalainga appelle les donateurs à la raison. Il indique que l'Église a porté plainte et l'auteur des viols des enfants de Kaga-Bandoro sera jugé.
En décembre 2022, Luk Delft est jugé pour possession de pornographie infantile, non-respect de sa probation, agression sexuelle et viol de garçons de plus de 14 ans et de moins de 16 ans. Ces agressions ont eu lieu à Woluwe-Saint-Pierre en 2007, en Afrique en 2016 et à Boortmeerbeek en 2019,. Il est condamné en juin 2023, à 30 mois de prison, dont 20 mois avec sursis pour le viol de deux garçons en Belgique et la possession de contenu pédopornographique. Par contre le viol d’un mineur en République centrafricaine n'est pas acté par le tribunal .
Dans un nouveau procès en février 2025, le parquet général demande une peine de 30 mois de prison, assortie d’un sursis probatoire, à l’encontre de Luk Delft. Les faits reprochés sont des abus sexuels sur deux mineurs à l’internat de Woluwe-Saint-Pierres, entre 2005 et 2007, le non-respect de l'interdiction d'entrer en contact avec des mineurs et la détention entre 2013 et 2017, d'images d’abus sexuels sur mineurs.